# Cordia megalantha
Cordia megalantha är en strävbladig växtart som beskrevs av Sidney Fay Blake. Cordia megalantha ingår i släktet Cordia, och familjen strävbladiga växter. Inga underarter finns listade i Catalogue of Life.